# Ritratto d'uomo (Signorelli)
Il Ritratto d'uomo è un dipinto a tempera su tavola (50 × 32 cm) di Luca Signorelli, databile al 1492 circa e conservato nella Gemäldegalerie di Berlino.

## Storia
Nel 1490-1492 circa Signorelli, protetto dei Medici, si trovava a Volterra, città sotto il dominio fiorentino al centro di importanti interessi strategici per la vicinanza a Pisa e a Siena. Qui l'artista firmò, oltre alla Vergine in trono e santi, un'Annunciazione, dipingendo anche la Circoncisione di Cristo. Anche il ritratto berlinese viene in genere riferito a quel periodo, per varie affinità con le opere del periodo immediatamente precedente.

## Descrizione e stile
La tavola mostra un uomo di età avanzata, coi capelli grigi, raffigurato di tre quarti verso sinistra, con lo sguardo rivolto al basso. Indossa una veste da ricco borghese, forse da giurista, con una mantella rossa abbottonata strettamente al collo, dove si intravede la camicia bianca sottostante, una berretta dello stesso colore e una sciarpa nera adagiata ad arte sulle spalle.
L'uomo è ritratto secondo un naturalismo severo alla Hans Memling, filtrato forse dalle opere del Ghirlandaio. 
Sullo sfondo si vedono antiche rovine romane e un gruppo di ignudi in pose eroiche, che si ispirano al gruppo di personaggi nella Morte di Adamo di Piero della Francesca, lunetta affrescata ad Arezzo; essi si ritrovano anche in altre opere create negli anni immediatamente precedenti per la cerchia medicea, come la Madonna col Bambino tra ignudi. Si tratta di simboli legati alla filosofia e alla letteratura, che rimandano ai concetti di recupero degli ideali pagani in chiave cristiana, tipici dell'Accademia neoplatonica.